# Neuf-Berquin
Neuf-Berquin è un comune francese di 1 256 abitanti situato nel dipartimento del Nord nella regione dell'Alta Francia.

## Società

### Evoluzione demografica
Abitanti censiti